# 拉凯什·纳特拉杰
拉凯什·纳特拉杰·贾亚巴斯卡兰（1984年5月23日—），印度外交官，曾任印度駐賈夫納總領事、印度駐康提助理高級專員等職務。

## 經歷
1984年5月23日，拉凯什·纳特拉杰生於泰米爾納德邦马杜赖。他擁有電子與通信工程學士學位，後又在印度管理研究所勒克瑙分校完成了工商管理碩士學位。他對文字的興趣使他選擇了一條不同的職業道路，先後在印度兩大知名英文日報《印度教徒報》（駐清奈）和《印度快報》（駐新德里）擔任記者。在從事近六年的新聞工作後，他於2015年加入印度外事服務部。
拉凯什·纳特拉杰曾在阿根廷布宜諾斯艾利斯任職，在印度外交部總部他也負責過多項職務，包括行政、商務、文化、公共關係和對外宣傳部門的工作。2021年1月6日至7月31日，任印度駐康提助理高級專員。随后被任命为印度驻贾夫纳总领事。2021年8月2日至2024年2月，任印度駐賈夫納總領事。萨伊·穆拉利·S接任总领事职位，拉凯什·纳特拉杰被派往德里。

### 争议
据媒体报道，时任印度驻贾夫纳总领事拉凯什·纳特拉杰于2021年11月20日在公园参加活动时，佩戴了嘉兰花，该花曾是斯里兰卡泰米尔人分离主义武装组织泰米尔猛虎组织的官方花卉。对此，领馆发布声明称总领事是受邀出席活动，对官方计划外的事件不知情。

## 個人生活
納特拉吉對文學、歷史、經濟、體育和音樂都有濃厚的興趣，他能說英語、西班牙語和泰米爾語。